# Una, Grande y Libre
Una, Grande y Libre (en français: Unie, Grande et Libre) était un slogan nationaliste espagnol devenue la devise de l'Espagne franquiste.

Petites armoiries de l'Espagne pendant le régime franquiste.

La devise a été créée par Juan Aparicio López, des JONS (il a également créé la devise « Por la Patria, el Pan y la Justicia » ; (pour la patrie, pour le pain et pour la justice) et a également été à l'origine de l'adoption du joug et des flèches en tant que symbole du JONS ainsi que du drapeau rouge-noir). Il a ensuite été adopté par la Falange Española avec les symboles des autres JONS. 
« ¡Una, Grande y Libre! » était souvent utilisé à la fin des discours. Le chef s'exclamait trois fois : « ¡España! » Et le public répondait successivement à chacun de ces cris avec « ¡Una !, ¡Grande ! », et enfin « ¡Libre! ». L'effet était similaire à la façon dont amen est utilisé à l'église, ainsi qu'au « Sieg Heil! » en Allemagne nazie[réf. nécessaire]. Le théâtre continuerait avec un scénario presque chorégraphié de « ¡Arriba España !, ¡Arriba! José Antonio, ¡Presente ! », Noms de familles de pays espagnols[pas clair], « ¡Presente !. ¡Viva Franco !, ¡Viva ! », ou juste entonner « ¡Franco, Franco, Franco…! »
Dans son message d'adieu au peuple espagnol à sa mort en 1975, Francisco Franco a évoqué « la grande tâche de rendre l'Espagne unie, grande et libre ».
Le slogan a été intégré à l'hymne phalangiste Cara al Sol ; il s'est terminé avec la strophe « ¡España una! ¡España grande! ¡España libre! » (Espagne une [unie]! Espagne, grande! Espagne libre!).